# Sinochem Holdings
Sinochem Holdings Corporation Limited — крупнейшая китайская химическая, нефтехимическая и агрохимическая компания, образованная в 2021 году в результате реструктуризации активов государственных компаний Sinochem Group и China National Chemical Corporation (ChemChina). Контрольный пакет акций холдинга принадлежит SASAC. Штаб-квартира базируется в Пекине, производственные и научно-исследовательские подразделения компании расположены в 150 странах и регионах мира. По состоянию на 2020 год в компании работало более 220 тыс. сотрудников.
В 2020 году две компании холдинга входили в список крупнейших компаний мира по версии Fortune: Sinochem Group (продажи 80,3 млрд долларов и 60 тыс. сотрудников) и ChemChina (продажи 65,7 млрд долларов и 145,5 тыс. сотрудников). Дочерняя Syngenta Group имела продажи более 23 млрд долларов и около 50 тыс. сотрудников. В списке Fortune Global 500 за 2022 год Sinochem Holdings заняла 31-е место в мире и 9-е в Китае.  Акции 16 дочерних компаний холдинга котировались на фондовых биржах, в том числе Pirelli, Aeolus Tyre, Adama, Elkem, REC Solar Holdings, Adisseo, Yangnong Chemical, Luxi Chemical, Haohua Tech, China Jinmao, Sinochem International и Far East Horizon.

## История
В 1950 году под эгидой Министерства торговли была основана внешнеторговая компания China Import Corporation, которая в 1951 году была преобразована в China National Import & Export Corporation, в 1961 году — в China National Chemicals Import & Export Corporation, а в 2003 году — в Sinochem Group.  
В 2004 году в результате объединения China National BlueStar Corporation, China Haohua Chemical Group и других структур, аффилированных с бывшим Министерством химической промышленности Китая, была основана China National Chemical Corporation (ChemChina).
В 2011 году ChemChina приобрела за 2 млрд долларов у группы Orkla норвежского производителя химических материалов и сплавов Elkem. В 2015 году ChemChina приобрела за 43 млрд долларов швейцарскую агрохимическую компанию Syngenta и за 7,3 млрд евро итальянскую шинную компанию Pirelli, а Elkem приобрела норвежскую компанию Renewable Energy Corporation (REC) — крупного производителя солнечных панелей и кремниевых материалов. 
В 2016 году ChemChina за 1 млрд долларов приобрела германского производителя промышленного оборудования KraussMaffei. В 2017 году ChemChina через дочернее предприятие Hubei Sanonda завершила приобретение израильской компании Adama Agricultural Solutions. В декабре 2018 года бывший генеральный директор Sinochem Group Цай Сию был приговорен за получение взяток к 12 годам тюремного заключения и штрафу в размере 3 млн юаней.  
В январе 2020 года ChemChina и Sinochem Group объединили свои сельскохозяйственные активы в Syngenta Group. В марте 2021 года решением Госсовета Китая был образован Sinochem Holdings, в который в качестве дочерних компаний вошли Sinochem Group и ChemChina.

## Сфера деятельности

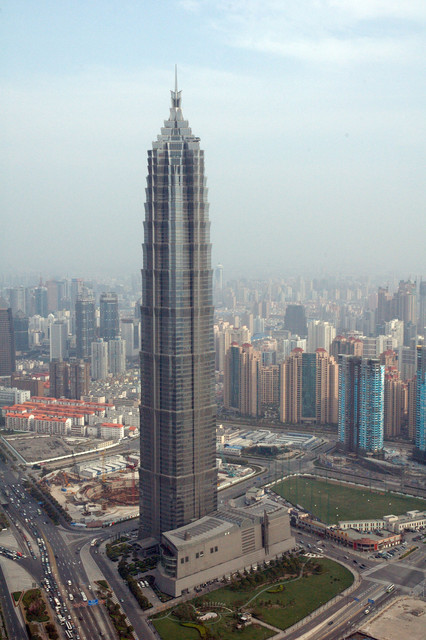
Башня Цзиньмао — один из крупнейших активов Sinochem Holdings в сфере недвижимости

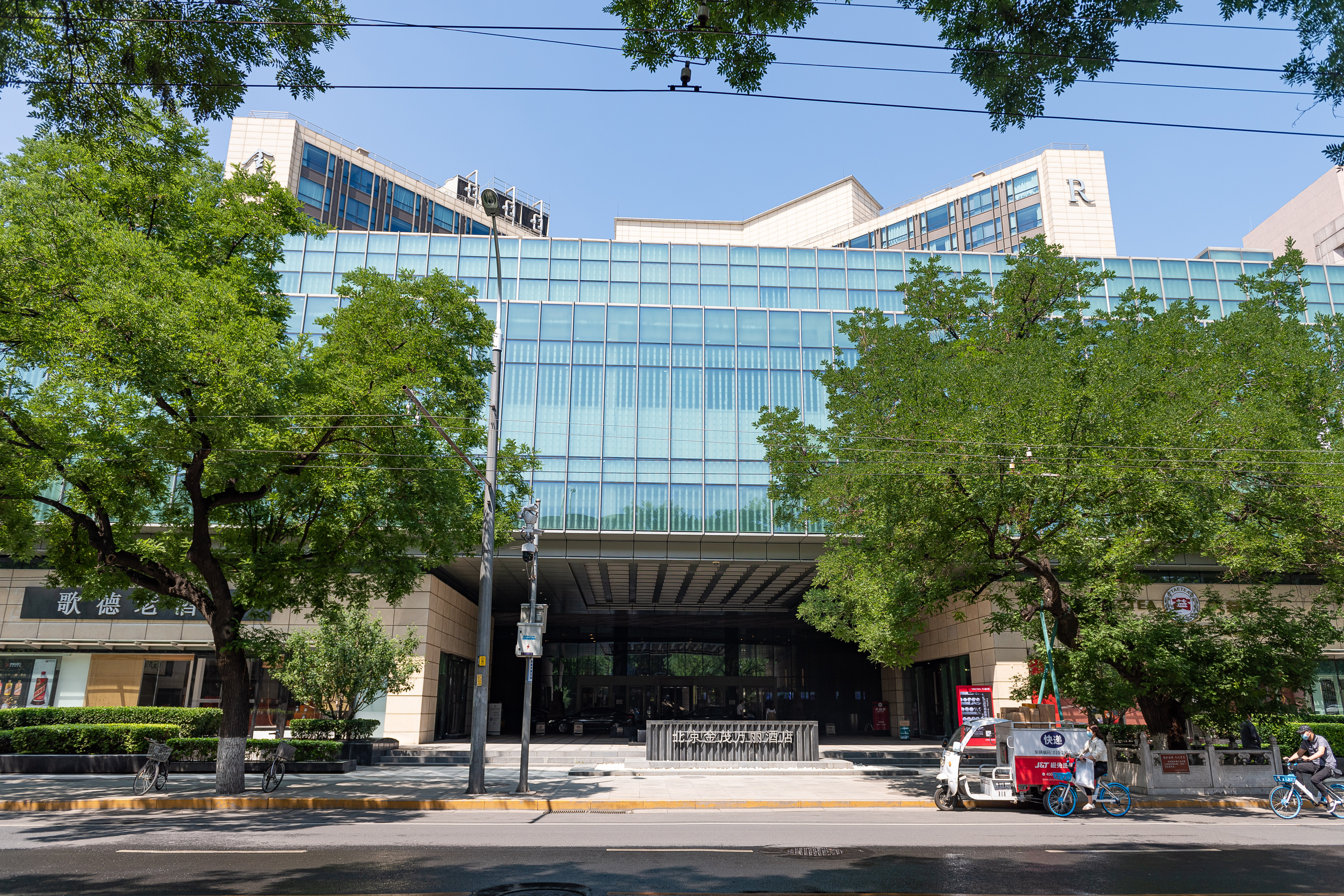
Отель Renaissance Wangfujing в Пекине

Деятельность Sinochem Holdings и его дочерних структур сконцентрирована на восьми ключевых направлениях:
- Сельскохозяйственная продукция (удобрения, пестициды, семена, витамины и кормовые добавки для животных)[11][12]
- Химические материалы (пластмассы, химические волокна, полимерные добавки, кремниевые и углеродные материалы, химикаты для электроники, материалы для литиевых аккумуляторов)[13]
- Нефтехимическая и химическая продукция (хлорно-щелочные, угольные и неорганические химикаты, продукты нефтепереработки и нефтехимии)[14]
- Резинотехническая продукция (шины для грузовых и легковых автомобилей, автобусов, тракторов, мотоциклов и велосипедов, резиновые конвейерные ленты)[15]
- Защита окружающей среды (химикаты и фильтры для очистки воды, воздуха и почвы, опреснение морской воды, очистка сточных вод, рекультивация почвы, переработка твёрдых бытовых и промышленных отходов)[16]
- Промышленное оборудование (химическое оборудование, в том числе машины для производства пластиковых изделий и шин)[17]
- Операции с недвижимостью (офисные, жилые и торговые комплексы, гостиничный бизнес, медицинские и образовательные центры в более чем 50 городах Китая, лизинг недвижимости, проектирование, обслуживание и ремонт зданий)[18]
- Финансовые услуги (управление активами, финансовый лизинг, страхование жизни, страховые брокерские услуги, промышленные фонды, инвестиционные фонды ценных бумаг, коммерческий факторинг, финансовые фьючерсы, комплексные бизнес-услуги, развитие финансовых технологий, обработка больших данных, контроль рисков и прибыльности)[19][20][21]

Также дочерние структуры Sinochem Holdings финансируют крестьянские хозяйства, торгуют зерновыми, овощами и фруктами, занимаются импортом и дистрибуцией удобрений и семян, составляют рейтинги сельскохозяйственных производителей и брендов (Panda Guide), занимаются поставками медицинского оборудования и лекарств, управляют цепочками поставок для автомобильной промышленности, занимаются оптовыми поставками нефти и нефтепродуктов, управляют хранилищами нефтепродуктов (Тяньцзинь, Шанхай, Цзянсу, Чжэцзян, Гуандун) и сетями автозаправочных станций (около 1,4 тыс. АЗС), развивают промышленные парки, строят химические и энергетические предприятия, тестируют химикаты и лекарства.

## Структура

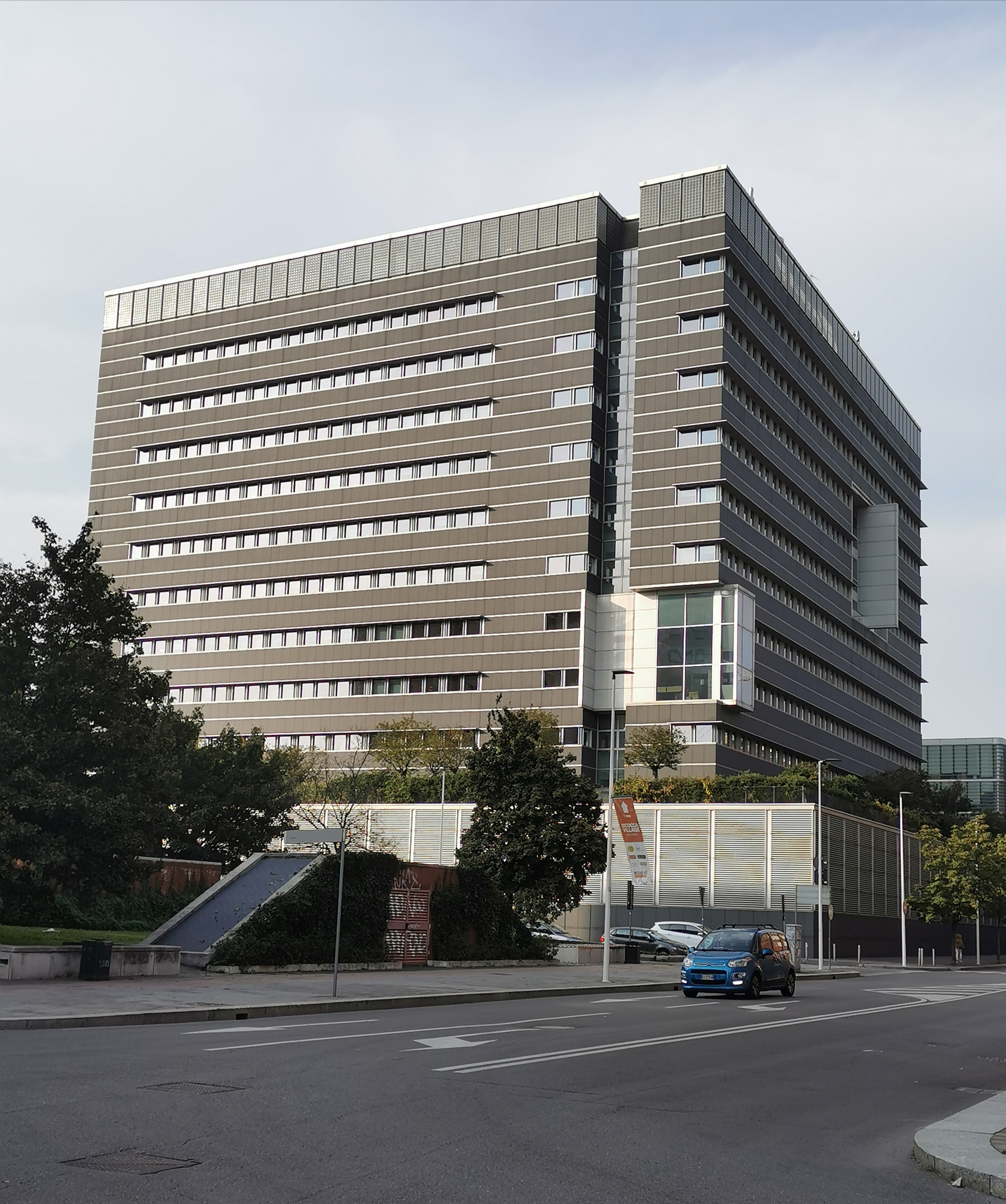
Штаб-квартира Pirelli в Милане

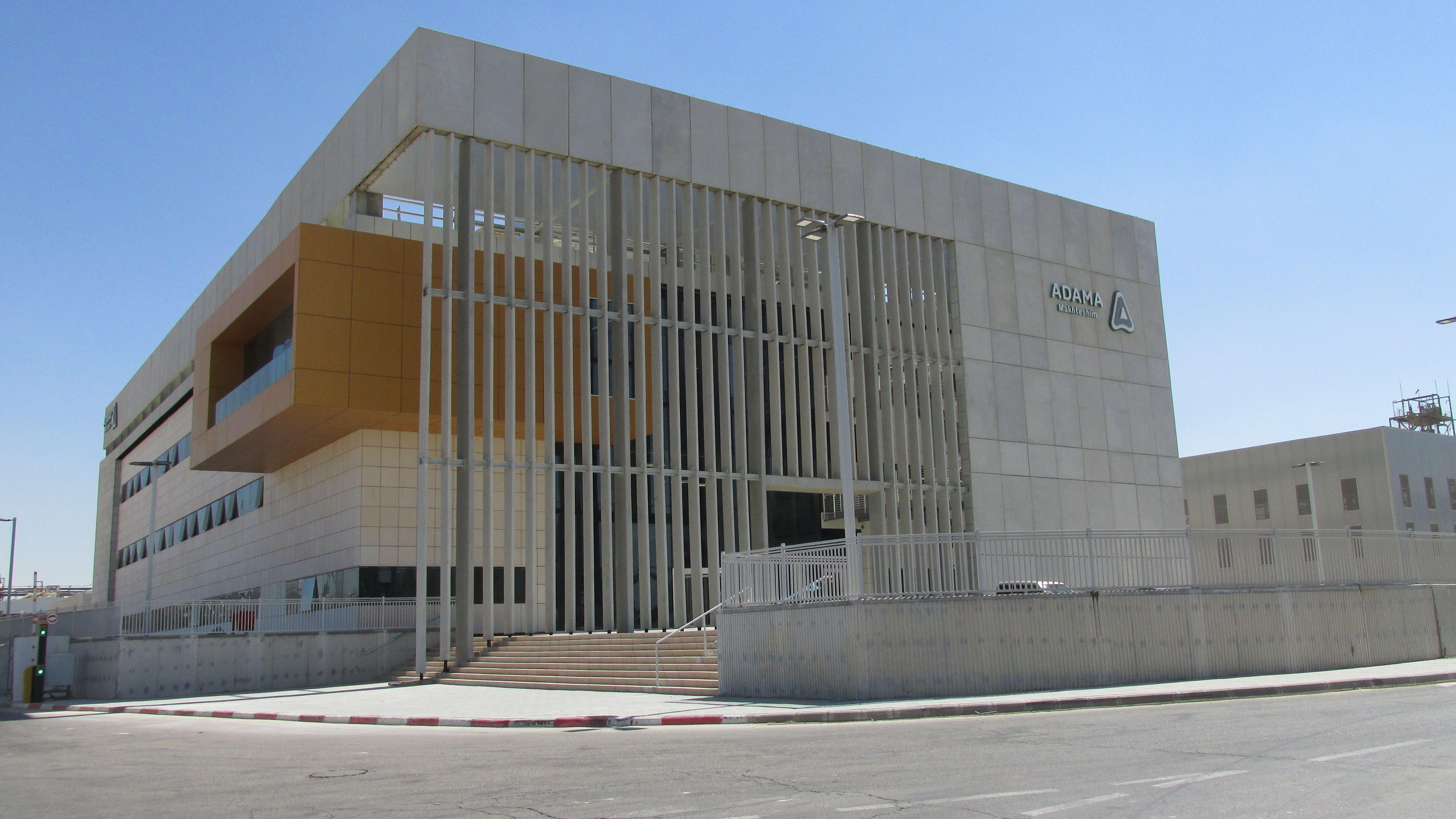
Исследовательский центр Adama в Израиле

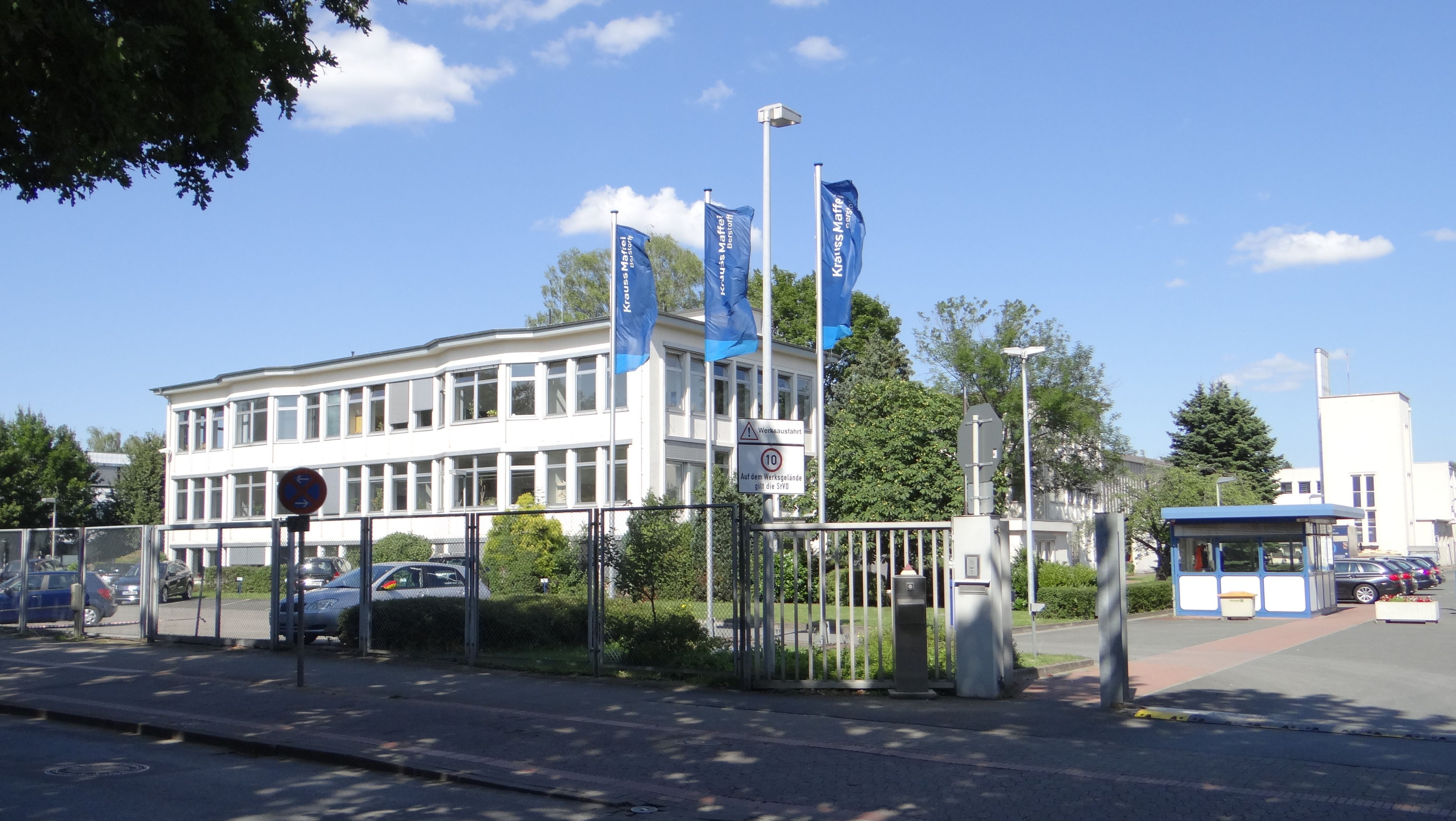
Завод KraussMaffei в Германии

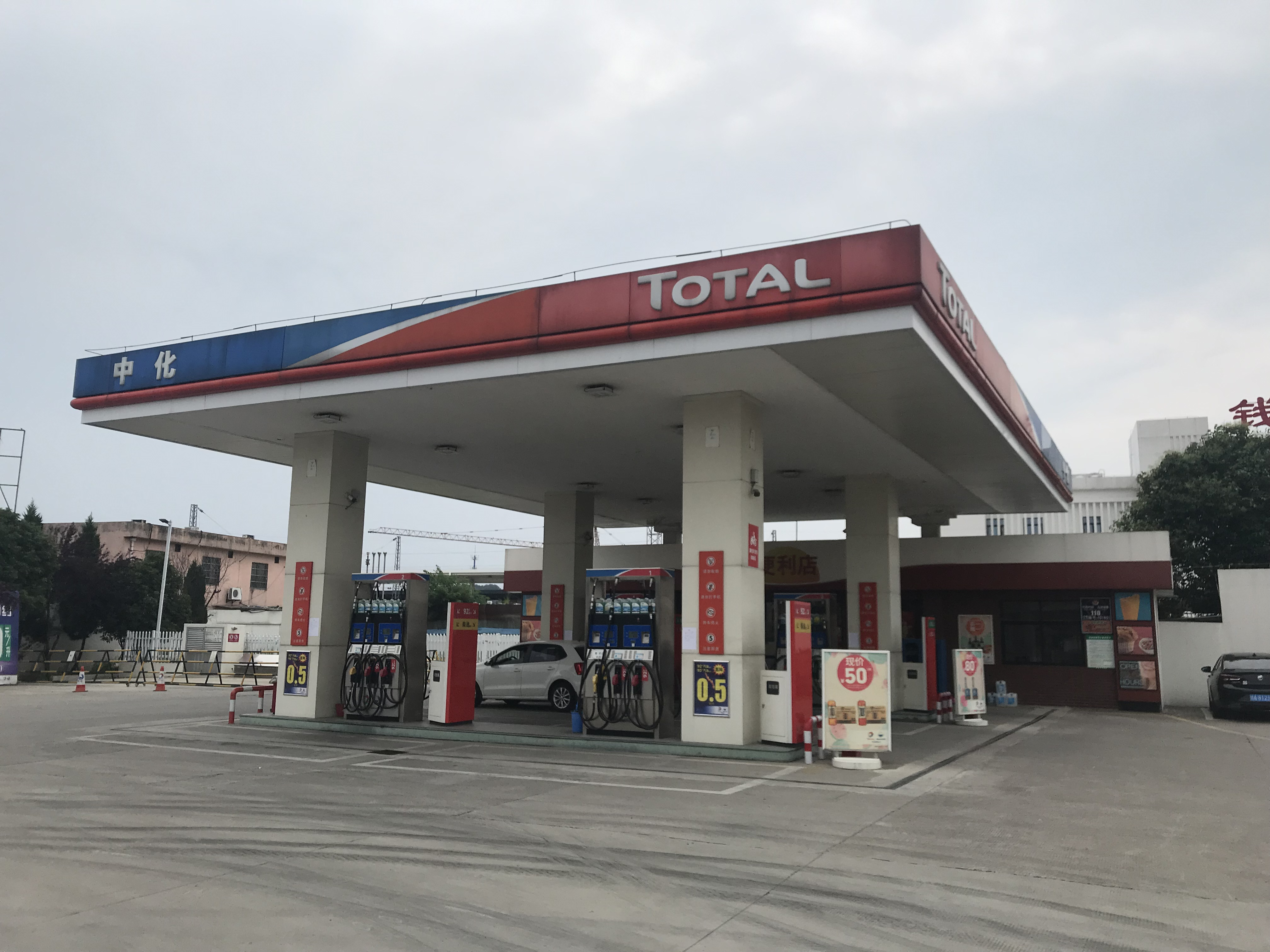
АЗС Sinochem-Total в Шаосине

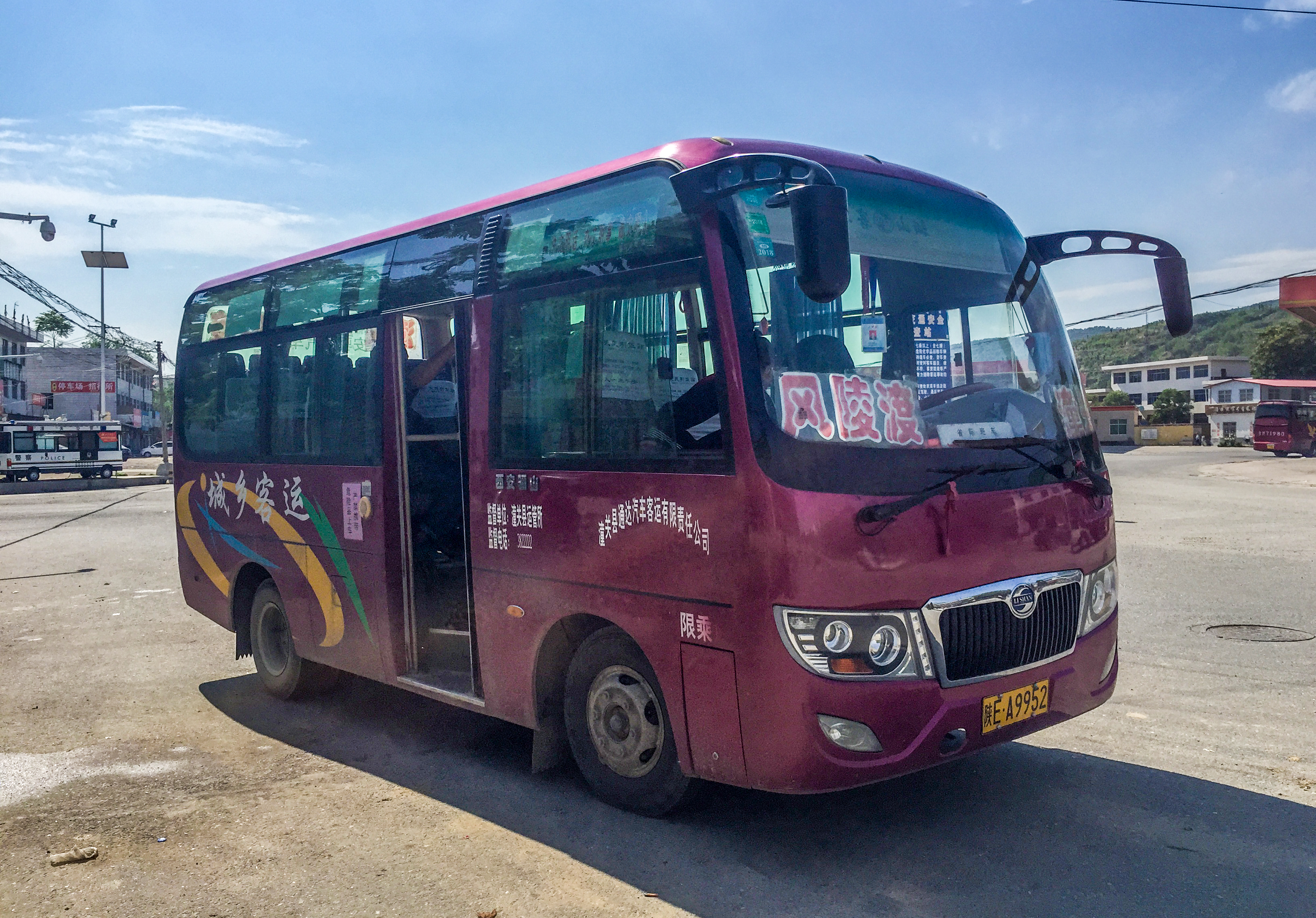
Автобус марки Lishan

В состав Sinochem Holdings входят десятки дочерних и аффилированных компаний:
- Sinochem Group (Китай)
  - Sinochem International (Китай: химические материалы)
    - Elix Polymers (Испания: пластмассы)
    - Sennics (Китай: полимерные добавки)

  - Sinochem Lantian (Китай: химические материалы)
  - Sinochem Plastics (Китай: пластмассы)
  - Sinochem Quanzhou Petrochemical (Китай: нефтехимия)
  - Sinochem Hebei Corporation (Китай: углехимия, окислители, пестициды, вольфрамовые и литиевые материалы)
    - Gaotai Sinochem Tomato Product (томатная паста)

  - Sinochem Oil Company (Китай: поставки нефти)
  - Sinochem Oil Marketing Company (Китай: поставки нефти)
  - Sinochem Petrochemical Distribution Company (Китай: поставки нефтепродуктов)
  - Sinochem Energy High-Tech Company (Китай: информационные технологии)
  - Shenyang SYRICI Testing (Китай: оценка химической безопасности, тестирование лекарств и химикатов)
  - Sinofert Holdings (Китай: удобрения, совместное предприятие с канадской Potash Corporation of Saskatchewan)
- ChemChina (Китай)
  - China National Bluestar Group (Китай)
    - Bluestar Adisseo (Китай: кормовые добавки и витамины для животных)
    - Elkem (Норвегия: химические материалы)
    - Qenos (Австралия: полимеры и полиэтилен)
    - REC Solar Holdings (Сингапур: солнечные панели)
    - Bluestar Shenyang Chemical Group (Китай: нефтехимия, химические материалы, краски, шины и бумага)
    - Bluestar Harbin Petrochemical (Китай: нефтехимия)
    - Bluestar Wuxi Petrochemical (Китай: нефтехимия)
    - Shanxi Synthetic Rubber (Китай: нефтехимия)
    - Bluestar Fibers (Китай: химические волокна)
    - Bluestar Dongda Chemical (Китай: нефтехимия, химические материалы и медицинские товары)
    - Nantong Xingchen Synthetic Material (Китай: пластмассы)
    - Bluestar New Chemical Materials (Китай: пластмассы)
    - China Bluestar Chengrand (Китай: пластмассы)
    - Guangxi Bluestar Dahua Chemical (Китай: титановые материалы)
    - Zhonglan Yima Chromic Chemical (Китай: хромовые материалы)
    - Bluestar International Chemical (Китай: международная торговля, проектирование и строительство)
    - Bluestar Lehigh Engineering (Китай: проектирование химических предприятий, шахт и очистных сооружений)
    - Bluestar Chonfar Engineering and Technology (Китай: проектирование химических предприятий, шахт и очистных сооружений)
    - Hangzhou Water Treatment Technology Development Center (Китай: очистка воды)
      - Hangzhou Membrane Industries (Китай: мембраны для очистки воды)
      - Hangzhou Beidouxing Membrane Products (Китай: мембраны для очистки воды)
      - Toray Bluestar Membrane (совместное предприятие с японской Toray Industries)

    - Beijing Bluestar Cleaning (Китай: химикаты для очистки жидкости и твёрдых поверхностей)
    - Lanzhou Bluestar Cleaning (Китай: химикаты для очистки жидкости и твёрдых поверхностей)
    - Lanzhou Bluestar Daily Chemicals (Китай: бытовые моющие средства)
    - Jinan Yuxing Chemical (Китай: хромовые и титановые материалы)

  - ChemChina Petrochemical (Китай)
    - Shandong Changyi Petrochemical (Китай: нефтехимия)
    - Shandong Huaxing Petrochemical Group (Китай: нефтехимия)
    - Daqing Zhonglan Petrochemical (Китай: нефтехимия)
    - Qingdao Anbang Petrochemical (Китай: нефтехимия)
    - Zhenghe Group (Китай: нефтехимия)
    - ChemChina Logistics (Китай: управление нефтяными портами и трубопроводами)
    - ChemChina Singapore (Сингапур: торговля нефтью и нефтепродуктами)

  - China National Agrochemical Corporation (Китай)
    - Syngenta Group (Китай: удобрения, пестициды и семена)
      - Syngenta Crop Protection (Швейцария)
      - Syngenta Seeds (США)
      - Syngenta Group China (Китай)

    - Adama (Израиль: гербициды, пищевые добавки)
    - Cangzhou Dahua Group (Китай: удобрения)
    - Jingzhou Sanonda Holding (Китай: удобрения)
    - Shandong Dacheng Agrochemical (Китай: удобрения)
    - Jiangsu Anpon Electrochemical (Китай: удобрения)
    - Jiangsu Huaihe Chemicals (Китай: удобрения)
    - Anhui Petroleum & Chemical Group (Китай: удобрения)
    - Jiamusi Heilong Agricultural and Industrial Chemical (Китай: удобрения)

  - China National Tire & Rubber (Китай)
    - Pirelli (Италия: шины)
    - Aeolus Tyre (Китай: шины)
    - Prometeon Tyre Group (США: шины)
    - Qingdao Rubber Six Conveyor Belt (Китай: конвейерные ленты)

  - China Haohua Holdings (Китай)
    - Deyang Haohua Qingping Linkuang (Китай: добыча фосфора)
    - Shenzhen Haohua Industrial & Trading (Китай: поставки сырья и химикатов)
    - China Haohua International Trading (Китай: международная торговля)
    - Hualing Coatings (Китай: международная торговля)
    - Haohua Junhua Group (Китай: углехимия, агрохимия и химические материалы)
    - Haohua Yuhang Chemicals (Китай: хлорно-щелочные химикаты, цемент)
    - Haohua Technology (Китай: химические материалы)
    - Dezhou Shihua Chemical (Китай: нефтехимия)
    - Heilongjiang Haohua Chemical (Китай: химические материалы)
    - Hebei Shenghua Chemical Industry (Китай: хлорно-щелочные химикаты, резина)
    - Haohua Honghe Chemical (Китай: химические материалы)
    - Guizhou Crystal Organic Chemical Group (Китай: углехимия, строительные и упаковочные материалы)
    - Hunan Xiangwei (Китай: полимеры)
    - Hebei Xinji Chemical Group (Китай: химические материалы)

  - China National Chemical Equipment Corporation (Китай: химическое оборудование)
    - KraussMaffei Group (Германия: химическое, упаковочное, холодильное и медицинское оборудование)
    - Yiyang Rubber & Plastics Machinery Group (Китай: химическое оборудование)
    - Guilin Rubber Machinery (Китай: химическое оборудование)
    - Fujian Sino-Rubber Machinery (Китай: химическое оборудование)
    - Huaxia Hanhua Chemical Equipment (Китай: химическое оборудование)
    - Sichuan Bluestar Machinery (Китай: химическое оборудование и цистерны)
    - Bluestar Beijing Chemical Machinery (Китай: химическое оборудование)
    - Xi`an Lishan Automobile (Китай: автобусы)
    - Shenyang Automoblie Axle Manufacturing (Китай: автомобильные комплектующие)
    - Shijiazhuang Factory № 7420 (Китай: автомобильные комплектующие)
    - Tianjin Sungwoo ChonChe High-Tech (Китай: автомобильные комплектующие)
    - Dalian Factory № 4821 (Китай: судостроение и судоремонт)
    - Taizhou Factory № 7816 (Китай: судостроение)
    - Beijing Factory № 9416 (Китай: металлообработка)
- Luxi Chemical Group (Китай: удобрения, химические материалы, нефтехимия)
- Yangnong Chemical Group (Китай: нефтехимия, химические материалы)
  - Jiangsu Yangnong Kumho Chemical (совместное предприятие с корейской Kumho Petrochemical)
- China Jinmao Holdings Group (Гонконг: операции с недвижимостью)
- Sinochem Capital (Китай) 
  - Sinochem Capital Investment Management (Китай: финансовые услуги)
  - Far East Horizon (Гонконг: финансовые услуги)
  - Guantong Futures (Китай: финансовые услуги)
  - Sinochem Finance (Китай: финансовые услуги)
  - Sinochem Factoring (Китай: финансовые услуги)
  - Sinochem Capital Digits (Китай: финансовые услуги)
  - Sinochem Commerce (Китай: консалтинг)
  - Sinochem Insurance Brokers (Китай: страховые брокерские услуги)
  - Manulife-Sinochem Life Insurance (Китай: страхование жизни, совместное предприятие с канадской Manulife Financial)
  - Sinochem Assets Management (Китай: управление активами)
  - China Foreign Economy and Trade Trust / FOTIC (Китай: управление активами)
    - Lion Fund Management (Китай: управление активами)

### Промышленные предприятия

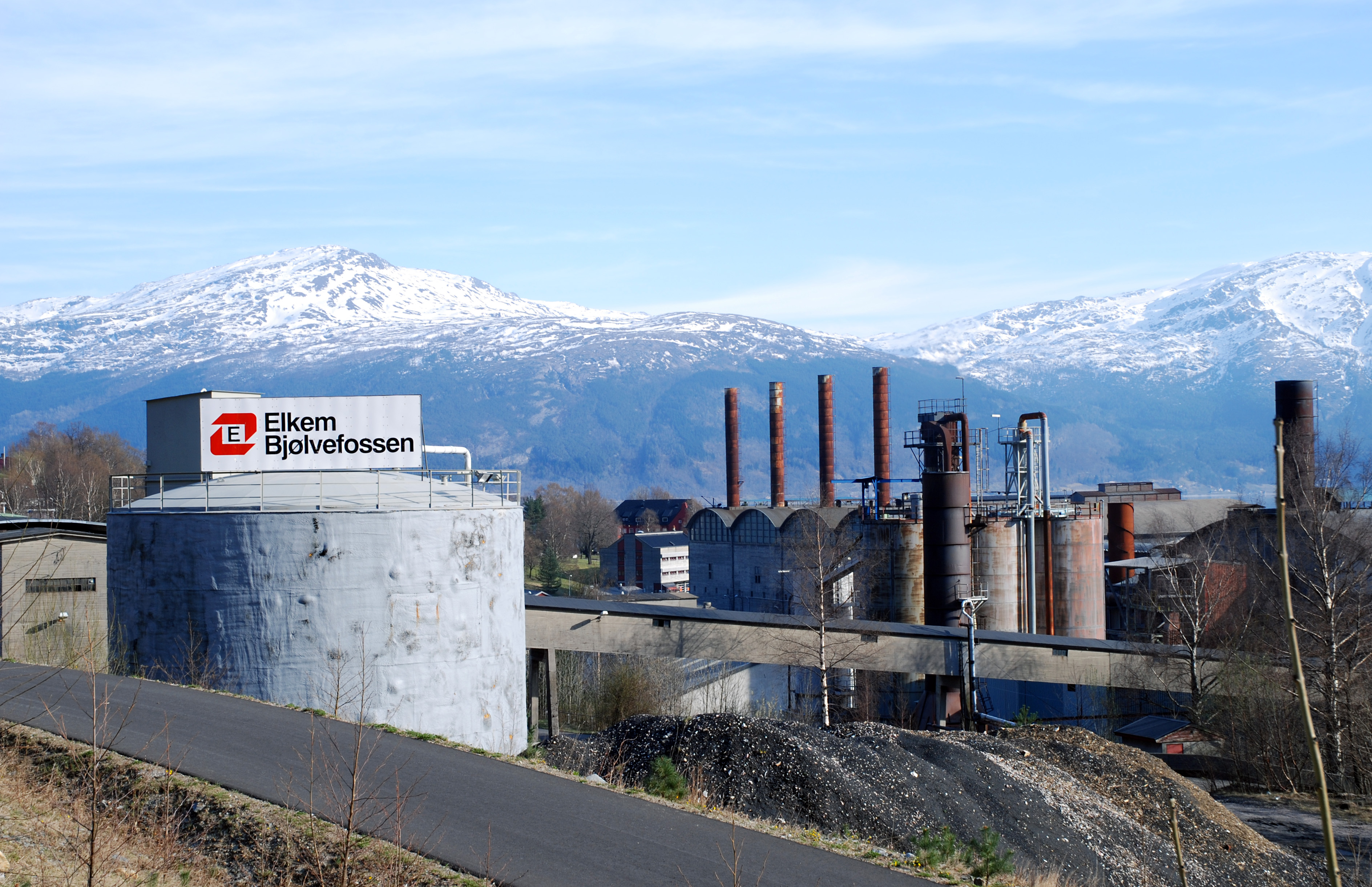
Завод Elkem в Норвегии

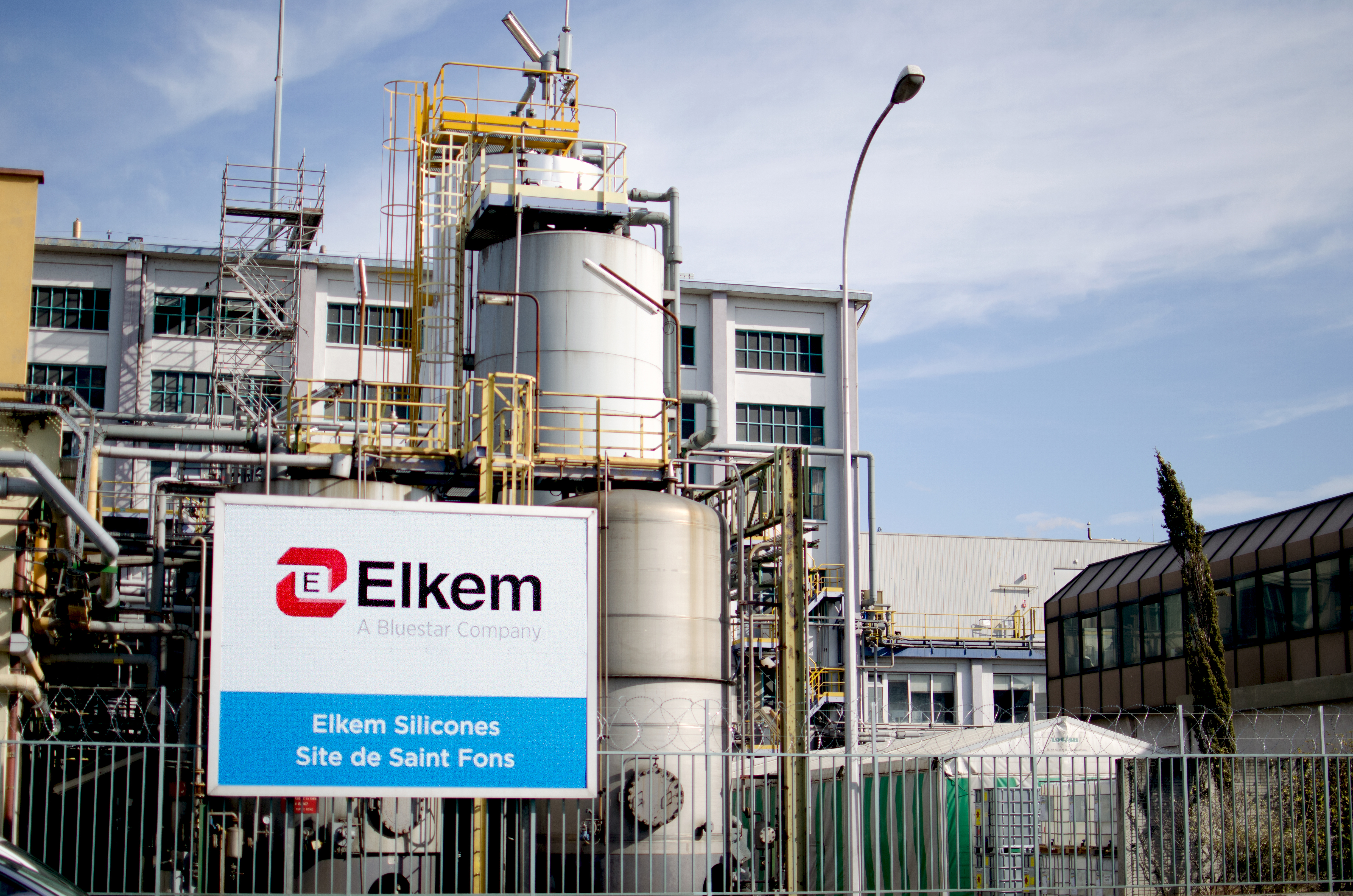
Завод Elkem во Франции

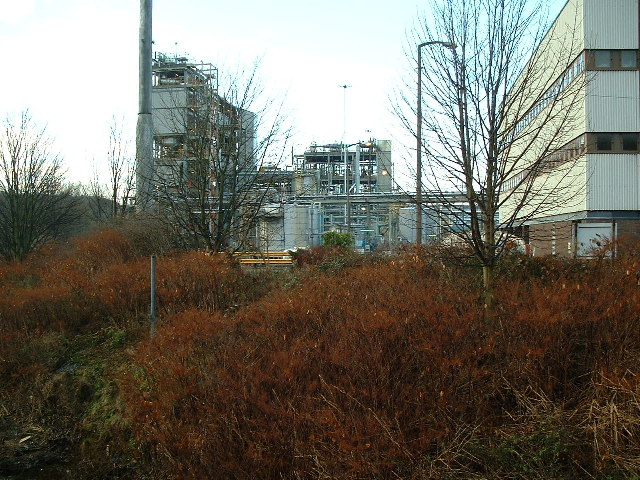
Завод Syngenta в Великобритании

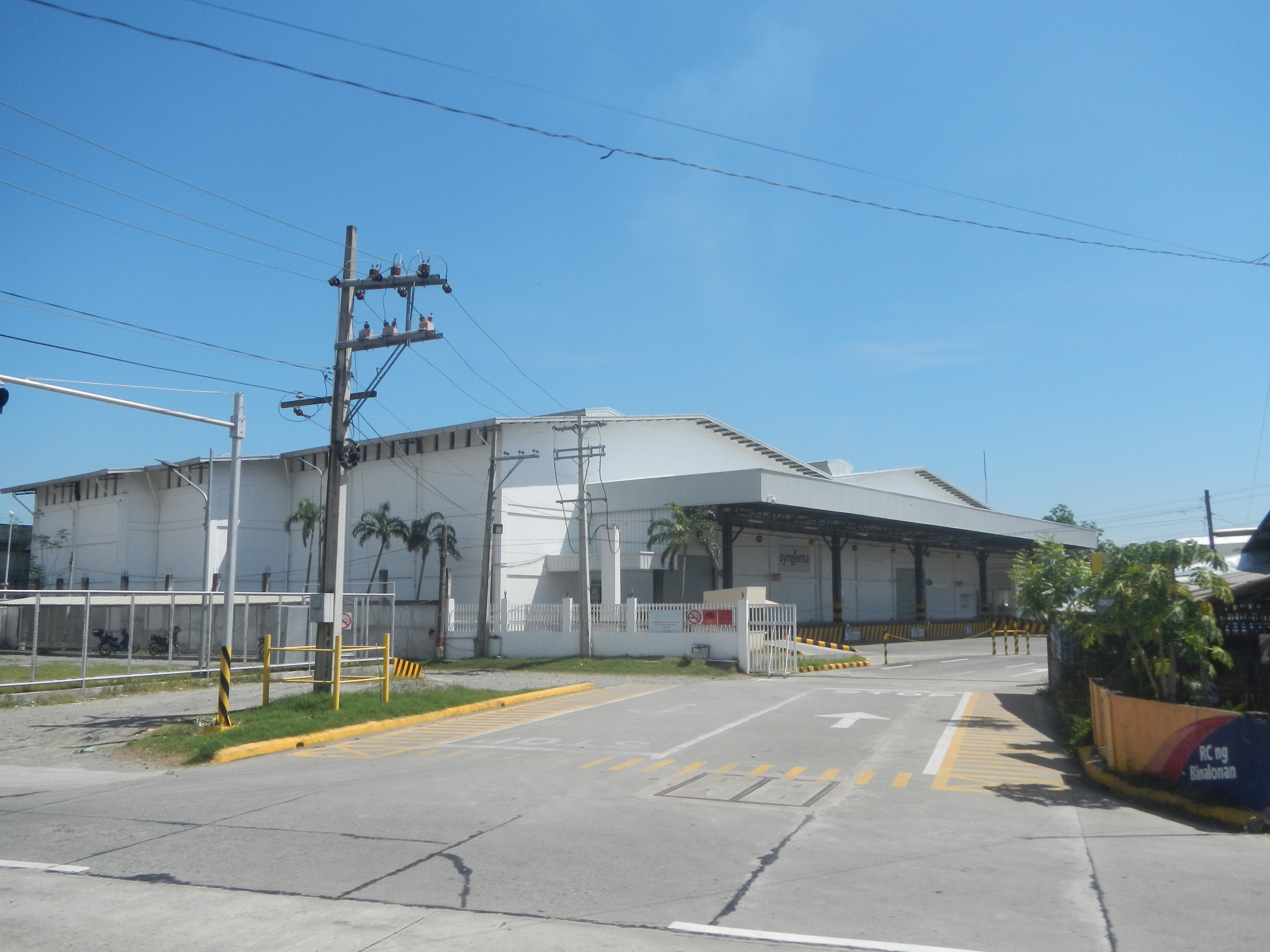
Завод Syngenta на Филиппинах

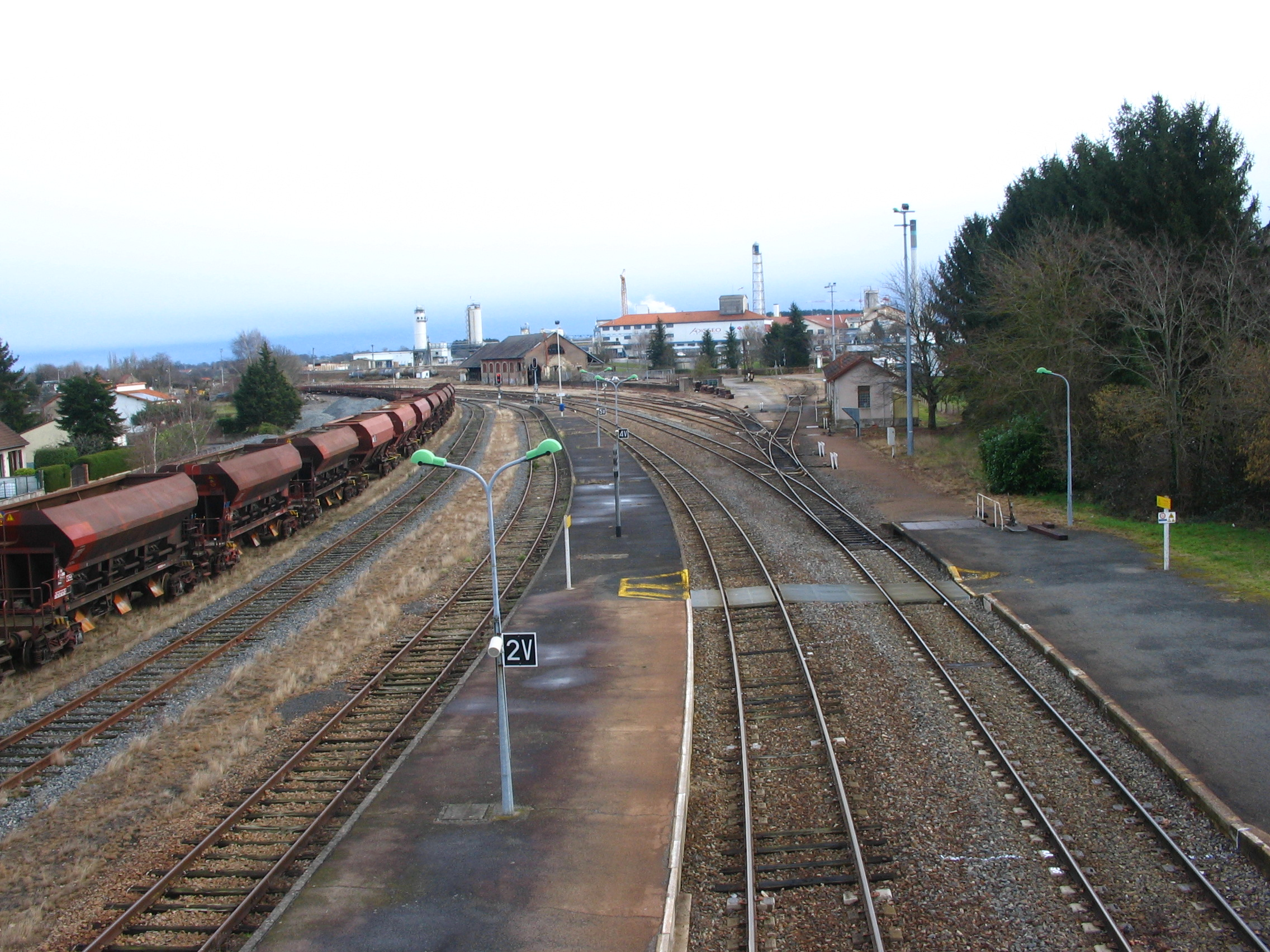
Завод Adisseo во Франции

Основные производственные базы Sinochem Holdings расположены в провинциях Хэйлунцзян (Харбин, Дацин, Цзямусы, Цицикар), Ляонин (Шэньян, Хулудао), Хэбэй (Шицзячжуан, Чжанцзякоу, Ханьдань, Цанчжоу), Шаньси (Датун, Юньчэн), Шаньдун (Ляочэн, Линьи, Вэйфан, Дунъин, Дэчжоу, Циндао, Цзинань), Хэнань (Лоян, Чжумадянь, Цзяоцзо), Цзянсу (Нанкин, Наньтун, Янчжоу, Ляньюньган, Уси), Аньхой (Хэфэй), Чжэцзян (Ханчжоу, Тайчжоу), Фуцзянь (Цюаньчжоу, Саньмин), Хубэй (Цзинчжоу), Цзянси (Цзюцзян), Хунань (Чанша, Иян, Хуайхуа), Гуйчжоу (Гуйян), Сычуань (Чэнду, Цзыгун, Дэян), Шэньси (Сиань), Ганьсу (Ланьчжоу, Гаотай), а также в Шанхае, Пекине, Тяньцзине, Гуанси-Чжуанском автономном районе (Гуйлинь, Байсэ) и Нинся-Хуэйском автономном районе (Шицзуйшань). 
Предприятия компании Syngenta Group расположены в Китае, Швейцарии, Италии, Франции, Великобритании, Германии, Нидерландах, США, Бразилии, Индии, Индонезии, на Филиппинах. Предприятия компании Adama расположены в Израиле, Китае, Индии и Бразилии. Предприятия компании Bluestar Adisseo расположены в Китае, Франции, Бельгии, Испании, Великобритании и США.
Химические заводы компании Elkem расположены в Китае, Южной Корее, Малайзии, Индии, Норвегии, Франции, Италии, Испании, Германии, Исландии, США, Канаде, Бразилии, Парагвае и ЮАР. Заводы REC Solar Holdings расположены в США и Сингапуре.
Предприятия компании Pirelli расположены в Китае (Цзинин, Цзяоцзо, Хэншуй), Индонезии, Великобритании, Италии, Германии, Румынии, Турции, России, Бразилии, Аргентине, Мексике и США. Предприятия компании Sinochem International расположены в Китае и Испании.

### Научно-исследовательские центры
В состав Sinochem Holdings входит 28 научно-исследовательских платформ национального уровня.
- Central Research Institute of China Chemical Science and Technology (Пекин)
- Beijing Research and Design Institute of Rubber Industry (Пекин)
- Northwest Rubber & Plastics Research & Design Institute (Сиань)
- Shenyang Research Institute of Chemical Industry (Шэньян)
- Shenyang Rubber Research & Design Institute (Шэньян)
- Dalian Research & Design Institute of Chemical Industry (Далянь)
- Guangming Research & Design Institute of Chemical Industry (Далянь)
- Bluestar Chengrand Chemical Research Institute (Цзыгун)
- Zhonghao Chenguang Research Institute of Chemical Industry (Цзыгун)
- Southwest Research & Design Institute of the Chemical Industry (Чэнду)
- Marine Chemical Research Institute (Циндао)
- Liming Research Institute of Chemical Industry (Лоян)
- Jinxi Research Institute of Chemical Industry (Хулудао)
- Bluestar Changsha Design and Research Institute (Чанша)
- Linyi Agriculture Research and Development Center (Линьи)
- Chengdu Chemical Research and Development Center (Чэнду)
- Tianhua Institute of Chemical Machinery & Automation (Ланьчжоу)
- North Paint & Coatings Industry Research and Design Institute (Ланьчжоу)
- Hunan Provincial Rubber and Plastics Machinery Engineering Research Center (Иян)
- Guangzhou Synthetic Materials Research Institute (Гуанчжоу)
- Shuguang Rubber Industry Research & Design Institute (Гуйлинь)
- Zhuzhou Rubber Research & Design Institute (Чжучжоу)
- Carbon Black Research & Design Institute
- Anhui Province Chemical Industry Design Institute

### Другие активы
Компания ChemChina Logistics управляет нефтяными терминалами в портах Пэнлай и Лайчжоу.
В состав Sinochem Holdings входят Институт менеджмента, Центр развития лидерства, Центр управления знаниями и обмена опытом, Коммуникационный центр корпоративной культуры.